# Centaurea triumfettii
Il  fiordaliso di Trionfetti  (nome scientifico Centaurea triumfettii All., 1785) è una pianta erbacea, angiosperma dicotiledone, appartenente alla famiglia delle Asteraceae.

## Etimologia
IIl nome generico (Centaurea) deriva dal Centauro Chirone. Nella mitologia greca si racconta che Chirone, ferito ad un piede, guarì medicandosi con una pianta di fiordaliso. L'epiteto specifico (triumfettii) è stato dato in ricordo di Giovan Battista Trionfetti (1656-1708) medico e naturalista italiano e curatore dell'Orto botanico della Sapienza romana.

Il binomio scientifico di questa pianta è stato proposto dal botanico e medico italiano Carlo Ludovico Allioni (1728 – 1804) nella pubblicazione "Flora Pedemontana sive Enumeratio Methodica Stirpium Indigenarum Pedemontii" del 1785.

## Descrizione

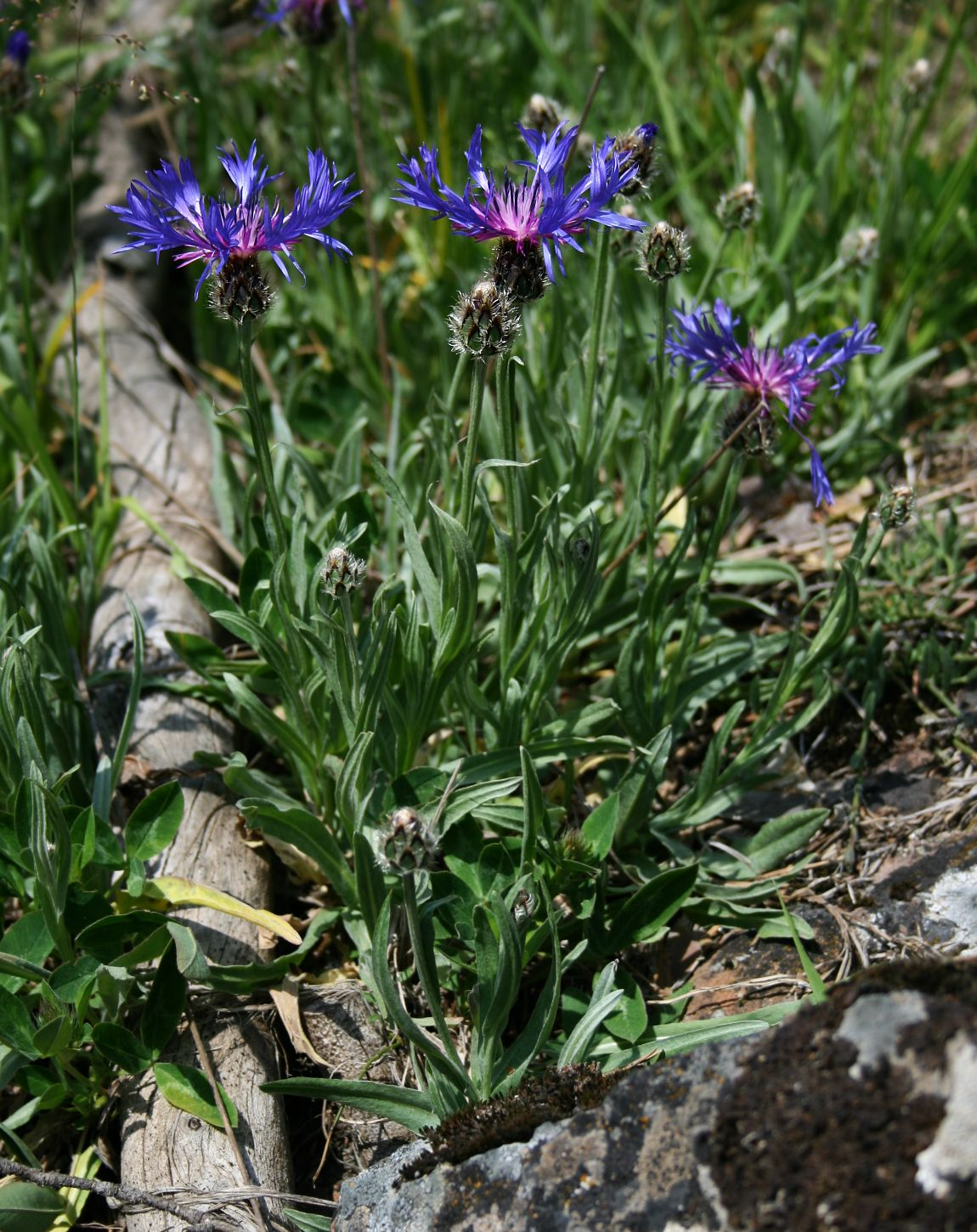
Il portamento

L'altezza di queste piante varia da 1 a 8 dm. La forma biologica è emicriptofita scaposa (H scap), ossia sono piante perenni, con gemme svernanti al livello del suolo e protette dalla lettiera o dalla neve, dotate di un asse fiorale eretto e spesso privo di foglie. Tutta la pianta è sparsamente pubescente per peli infeltriti grigio-biancastri.

### Radici
Le radici sono secondarie da rizoma.

### Fusto
La parte sotterranea è un breve rizoma orizzontale. La parte aerea del fusto è eretta con ali decorrenti, è semplice e generalmente monocefala (un solo capolino). La superficie è scanalata, con sparsi peli ragnatelosi lunghi 0,5 – 1 mm. Larghezza delle ali: 3 – 4 mm.

### Foglie

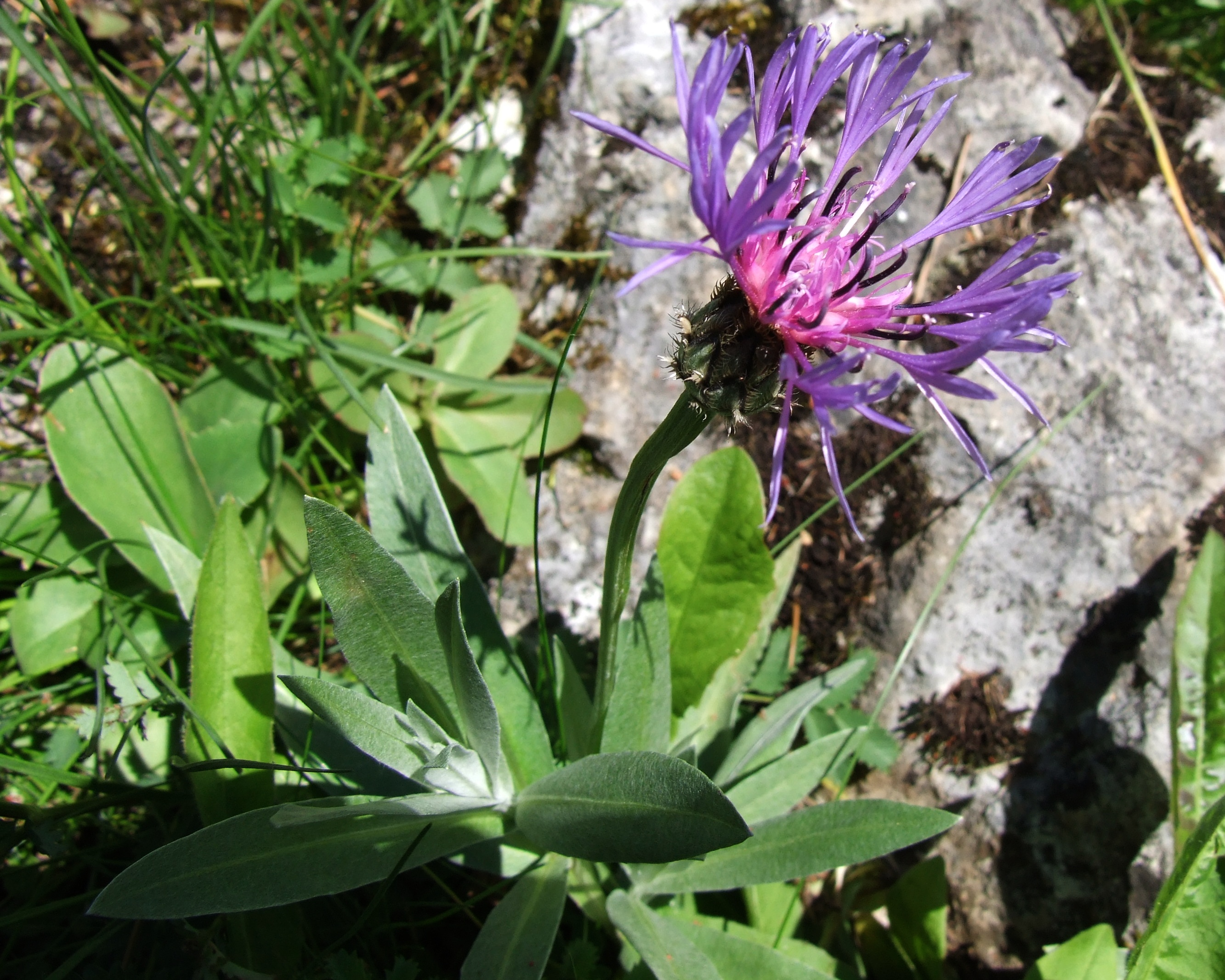
Le foglie

Le foglie hanno una lamina lanceolata intera con base ristretta, più o meno amplessicaule. Le foglie superiori sono lineari e acute e normalmente non superano il capolino. La superficie è subglabra con setole sparse lunghe 0,1 - 0,2 mm (sui margini sono più fitte). Dimensione delle foglie: larghezza 0,5 – 3 cm; lunghezza 9 – 13 cm.

### Infiorescenza

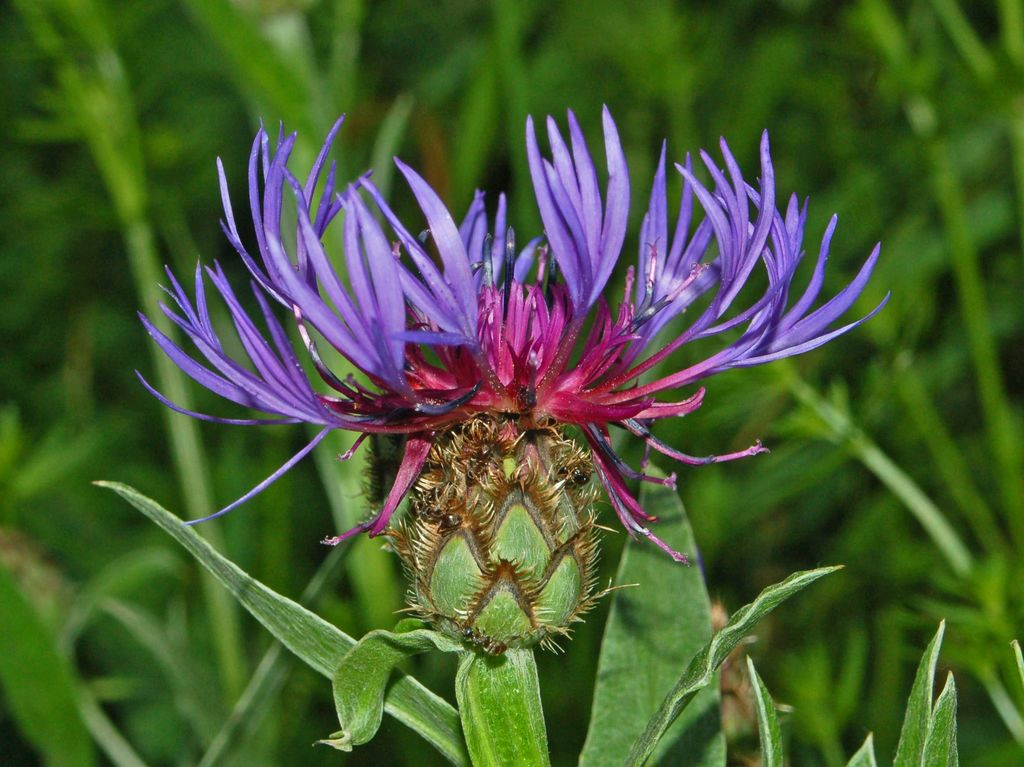
Il capolino

Le infiorescenze consistono in capolini per lo più solitari (raramente sono due). I capolini sono formati da un involucro a forma cilindrico-ovata composto da diverse squame (o brattee) disposte in modo embricato al cui interno un ricettacolo fa da base ai fiori. Le squame, con la parte indivisa più lunga che larga (4 x 7 - 7,5 mm), sono provviste di un'appendice nera con 9 – 15 ciglia scure per lato (lunghezza delle ciglia 1,5 – 2,5 mm). Diametro dei capolini: 35 – 60 mm. Diametro dell'involucro: 12 – 20 mm.

### Fiore

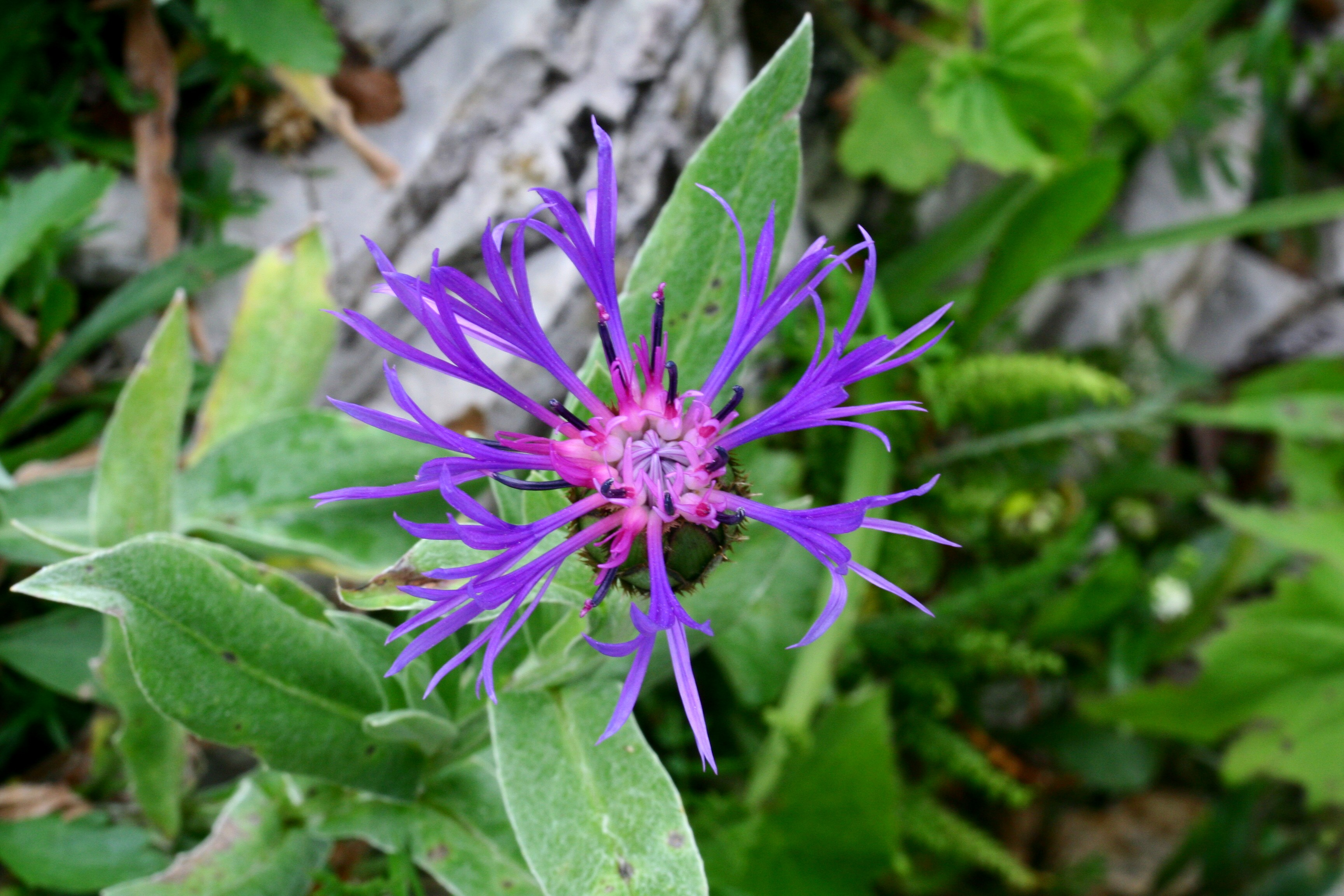
I fiori
Località: "Giardino Botanico delle Alpi Orientali", Monte Faverghera (BL), 1500 m s.l.m. - Giugno 2007

I fiori sono tutti del tipo tubuloso (il tipo ligulato, i fiori del raggio, presente nella maggioranza delle Asteraceae, qui è assente), sono ermafroditi (in particolare quelli centrali), tetra-ciclici (sono presenti 4 verticilli: calice – corolla – androceo – gineceo) e pentameri (ogni verticillo ha 5 elementi).
- Formula fiorale:

- /x K {\displaystyle \infty }, [C (5), A (5)], G 2 (infero), achenio

- Calice: i sepali del Calice sono ridotti a una coroncina di squame.
- Corolla: la corolla è tubulosa con apice a 5 lobi esili. Quelli centrali sono zigomorfi e sono ermafroditi, quelli periferici sono attinomorfi, più grandi (i lobi sono allargati), sterili e disposti in modo patente per rendere più appariscente tutta l'infiorescenza.[15]. Il colore del tubo (lungo 20 mm) è bianco-roseo, mentre le lacinie (lunghe 15 mm) sono azzurro-violette.
- Androceo: gli stami sono 5 con filamenti liberi ma corti (sono pelosi verso la metà della loro lunghezza), mentre le antere sono saldate in un manicotto (o tubo) circondante lo stilo e lungo quasi quanto la corolla; la parte superiore è costituita da prolungamenti coriacei.[16] I filamenti delle antere sono provvisti di movimenti sensitivi attivati da uno stimolo tattile qualsiasi (come ad esempio un insetto pronubo) in modo da far liberare dalle antere il polline. Contemporaneamente anche lo stilo si raddrizza per ricevere meglio il polline.[3]
- Gineceo: gli stigmi dello stilo sono due divergenti; l'ovario è infero uniloculare formato da 2 carpelli.[16]
- Antesi: da maggio a agosto.

### Frutti
I frutti sono degli acheni con pappo. Gli acheni sono lunghi 4 – 5 mm; il pappo è lungo 1 – 2 mm.

## Biologia
- Impollinazione: l'impollinazione avviene tramite insetti (impollinazione entomogama tramite farfalle diurne e notturne).
- Riproduzione: la fecondazione avviene fondamentalmente tramite l'impollinazione dei fiori (vedi sopra).
- Dispersione: i semi (gli acheni) cadendo a terra sono successivamente dispersi soprattutto da insetti tipo formiche (disseminazione mirmecoria). In questo tipo di piante avviene anche un altro tipo di dispersione: zoocoria. Infatti gli uncini delle brattee dell'involucro si agganciano ai peli degli animali di passaggio disperdendo così anche su lunghe distanze i semi della pianta.

## Distribuzione e habitat

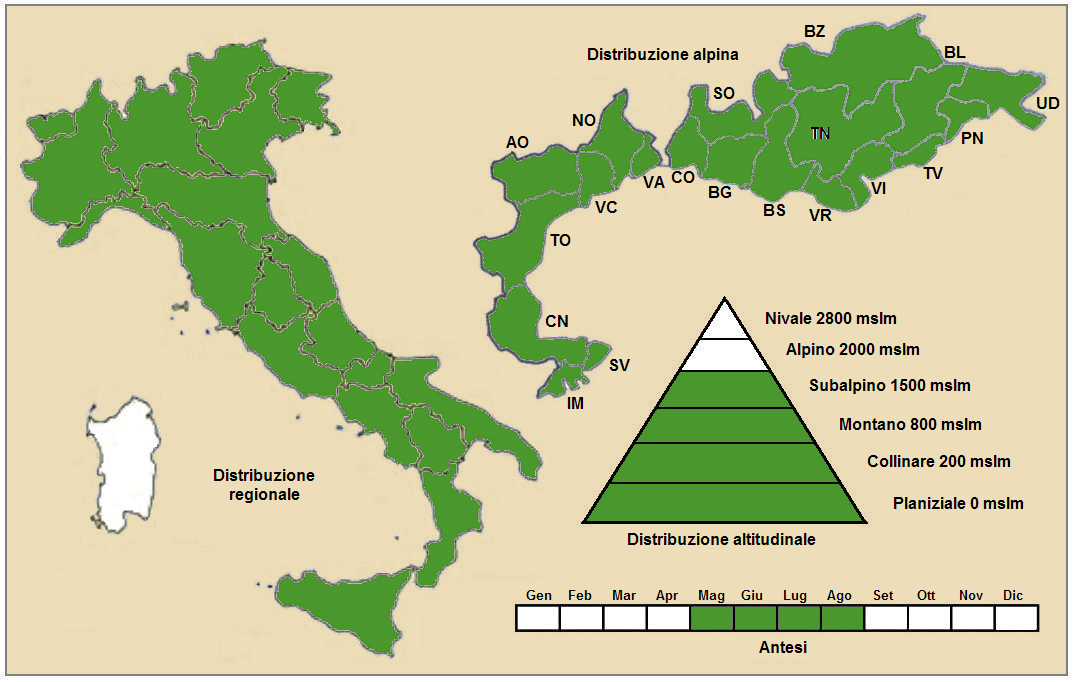
Distribuzione della pianta
(Distribuzione regionale – Distribuzione alpina)

- Geoelemento: il tipo corologico (area di origine) è Europeo (Sud Europeo) / Caucasico (Ovest Asiatico).
- Distribuzione: in Italia è presente su tutto il territorio (esclusa la Sardegna); è una specie comune. Fuori dall'Italia (nelle Alpi) è presente in Francia (dipartimenti di Alpes-de-Haute-Provence, Hautes-Alpes, Alpes-Maritimes, Drôme e Isère), in Svizzera (cantoni Vallese e Ticino) in Austria (Länder della Carinzia, Stiria e Austria Inferiore). Sugli altri rilievi europei si trova nel Massiccio del Giura, Massiccio Centrale, Pirenei, Monti Balcani e Carpazi.[18] Oltre all'Europa questa specie è presente in Anatolia e Transcaucasia.[19]
- Habitat: l'habitat tipico per questa pianta sono i prati aridi e le boscaglie; ma anche i margini erbacei e arbusteti meso-termofili. Il substrato preferito è calcareo ma anche siliceo con pH basico, medi valori nutrizionali del terreno che deve essere secco.[18]
- Distribuzione altitudinale: sui rilievi queste piante si possono trovare da 0 fino a 2.400 m s.l.m. (nel Meridione fino a 1.700 m s.l.m.); frequentano quindi i seguenti piani vegetazionali: collinare, montano e subalpino (oltre a quello planiziale – a livello del mare).

### Fitosociologia

#### Areale alpino
Dal punto di vista fitosociologico alpino Centaurea triumfettii appartiene alla seguente comunità vegetale:
Formazione: delle comunità delle macro- e megaforbie terrestri
Classe: Trifolio-Geranietea sanguinei
Ordine: Origanetalia vulgaris
Alleanza: Geranion sanguinei

#### Areale italiano
Per l'areale completo italiano Centaurea triumfettii appartiene alla seguente comunità vegetale:
Macrotipologia: vegetazione delle praterie
Classe: Festuco valesiacae-Brometea erecti
Ordine: Phleo ambigui-Brometalia esecti
Alleanza: Phleo ambigui-Bromion erecti
Suballeanza: Brachypodenion genuensis
Descrizione: la suballeanza Brachypodenion genuensis è relativa alle praterie montane e altomontane dell'Appennino centrale con cotico erboso più o meno continuo, ma anche alle praterie secondarie contraddistinte da specie endemiche, mediterraneo-montane e di orofite Sud-Europee. Questa suballeanza costituisce il limite superiore delle praterie secondarie dell'alleanza "Phleo ambigui-Bromion erecti" sui rilievi montuosi dell'Appennino centrale.
Altre alleanze per questa specie sono:
- Phleo ambigui-Bromenion erecti

## Tassonomia
La famiglia di appartenenza di questa voce (Asteraceae o Compositae, nomen conservandum) probabilmente originaria del Sud America, è la più numerosa del mondo vegetale, comprende oltre 23.000 specie distribuite su 1.535 generi, oppure 22.750 specie e 1.530 generi secondo altre fonti (una delle checklist più aggiornata elenca fino a 1.679 generi). La famiglia attualmente (2021) è divisa in 16 sottofamiglie.
La tribù Cardueae (della sottofamiglia Carduoideae) a sua volta è suddivisa in 12 sottotribù (la sottotribù Centaureinae è una di queste).
Il genere Centaurea elenca oltre 700 specie distribuite in tutto il mondo, delle quali un centinaio sono presenti spontaneamente sul territorio italiano.

### Filogenesi
La classificazione della sottotribù rimane ancora problematica e piena di incertezze. Il genere di questa voce è inserito nel gruppo tassonomico informale Centaurea Group formato dal solo genere Centaurea. La posizione filogenetica di questo gruppo nell'ambito della sottotribù è definita come il "core" della sottotribù; ossia è stato l'ultimo gruppo a divergere intorno ai 10 milioni di anni fa.
La specie di questa voce è inclusa nella sect. Cyanus del genere Centaurea. La Centaurea sect. Cyanus ha una origine orientale (probabilmente è nata da un ceppo caucasico o nord iraniano). Il gruppo è suddiviso in due sottosezioni: Cyanus a ciclo biologico annuale e Perennes a ciclo biologico perenne, entrambe sono monofiletiche e ben definite. I caratteri distintivi del gruppo (dal resto delle centauree) sono:
- il colore dei fiori è azzurro, azzurro-violetto o blu;
- le brattee involucrali sono prive di spine;
- le appendici delle brattee dell'involucro hanno un margine che decorre su entrambi i lati fino alla base.

Questo gruppo comprende le seguenti specie (relative alla flora spontanea italiana):
Subsect. Perennes:
- Centaurea axillaris Willd. (sinonimo = Cyanus nanus (Ten.) Pignatti et Iamonico)
- Centaurea montana L. (sinonimo = Cyanus montanus (L.) Hill)
- Centaurea triumfettii All. (sinonimo = Cyanus triumfettii (All.) Dostál ex Á.Löve & D.Löve)

Subsect. Cyanus:
- Centaurea cyanus L. (sinonimo = Cyanus segetum Hill)
- Centaurea depressa M.Bieb. (sinonimo = Cyanus depressus (M.Bieb.) Sojaò

l cladogramma seguente, tratto dallo studio citato e semplificato, mostra una possibile configurazione filogenetica della sezione (relativamente alle specie della flora italiana).
|  | \| \| Centaurea axillaris \| \| \| \| \| \| Centaurea triumfettii \| \| \| \| |
|  |                                                                               |
|  | Centaurea montana                                                             |
|  |                                                                               |
|  | Centaurea axillaris                                                           |
|  |                                                                               |
|  | Centaurea triumfettii                                                         |
|  |                                                                               |

|  | Centaurea axillaris   |
|  |                       |
|  | Centaurea triumfettii |
|  |                       |

|  | \| \| Centaurea axillaris \| \| \| \| \| \| Centaurea triumfettii \| \| \| \| |
|  |                                                                               |
|  | Centaurea montana                                                             |
|  |                                                                               |
|  | Centaurea axillaris                                                           |
|  |                                                                               |
|  | Centaurea triumfettii                                                         |
|  |                                                                               |

|  | Centaurea axillaris   |
|  |                       |
|  | Centaurea triumfettii |
|  |                       |

|  | Centaurea cyanus   |
|  |                    |
|  | Centaurea depressa |
|  |                    |

|  | \| \| Centaurea axillaris \| \| \| \| \| \| Centaurea triumfettii \| \| \| \| |
|  |                                                                               |
|  | Centaurea montana                                                             |
|  |                                                                               |
|  | Centaurea axillaris                                                           |
|  |                                                                               |
|  | Centaurea triumfettii                                                         |
|  |                                                                               |

|  | Centaurea axillaris   |
|  |                       |
|  | Centaurea triumfettii |
|  |                       |

|  | \| \| Centaurea axillaris \| \| \| \| \| \| Centaurea triumfettii \| \| \| \| |
|  |                                                                               |
|  | Centaurea montana                                                             |
|  |                                                                               |
|  | Centaurea axillaris                                                           |
|  |                                                                               |
|  | Centaurea triumfettii                                                         |
|  |                                                                               |

|  | Centaurea axillaris   |
|  |                       |
|  | Centaurea triumfettii |
|  |                       |

|  | Centaurea cyanus   |
|  |                    |
|  | Centaurea depressa |
|  |                    |

Il numero cromosomico di C. triumfettii è: 2n = 22.
La specie C. triumfettii  è a capo del Complesso di Centaurea triumfetti insieme alla specie Centaurea axillaris Willd.. Sono piante perenni la cui forma biologica è emicriptofita scaposa (H scap); l'aspetto è grigio- o bianco-tomentoso; i fusti sono poco ramosi; le foglie sono quasi sempre intere a forma per lo più lanceolata; il capolino (piuttosto grosso) è caratterizzato dall'avere i fiori tubulosi esterni raggianti azzurri, mentre quelli centrali hanno un tubo roseo-biancastro. Le due specie di questo gruppo presenti nella flora italiana si distinguono per i seguenti caratteri:
- C. triumfettii: il fusto è molto alto (1 - 8 dm); le brattee dell'involucro hanno la parte indivisa più lunga che larga (4 x 7 - 7,5 mm).
- C. axillaris: il fusto è breve (3 - 8 cm); le brattee dell'involucro hanno la parte indivisa lunga e larga in modo uguale.

### Sinonimi e nomi obsoleti
La seguente tabella è un elenco di sinonimi e nomi obsoleti.

#### Sinonimi
Questa entità ha avuto nel tempo diverse nomenclature. L'elenco seguente indica alcuni tra i sinonimi più frequenti:
- Centaurea aichingeriana  Welw. ex Rchb.
- Centaurea axillaris auct. non Willd.
- Centaurea axillaris Willd. (sinonimo della sottospecie axillaris)
- Centaurea axillaris Willd. var. axillaris (sinonimo della sottospecie axillaris)
- Centaurea axillaris Willd. var. nana Ten. (sinonimo della sottospecie nanus)
- Centaurea cana  C.A.Mey. ex Steud. (sinonimo della sottospecie axillaris)
- Centaurea cana  Sm. (sinonimo della sottospecie axillaris)
- Centaurea cyanoides  DC. (sinonimo della sottospecie axillaris)
- Centaurea graminifolia (Lam.) Muñoz Rodr. & Devesa (sinonimo della sottospecie axillaris)
- Centaurea graminifolia  Pourr. ex Willk. & Lange
- Centaurea ledebourii  Steud. (sinonimo della sottospecie axillaris)
- Centaurea lingulata Lag. (sinonimo della sottospecie axillaris)
- Centaurea mathiolaefolia Boiss.
- Centaurea mollis  Waldst. & Kit. ex Besser (sinonimo della sottospecie axillaris)
- Centaurea montana  Auct. ex Willk. & Lange
- Centaurea montana subsp. axillaris Čelak. (sinonimo della sottospecie axillaris)
- Centaurea montana subsp. lingulata (Lag.) O. Bolòs & Vigo (sinonimo della sottospecie axillaris)
- Centaurea montana subsp. variegata  Rouy (sinonimo della sottospecie axillaris)
- Centaurea ochrolepis  Vuk. (sinonimo della sottospecie axillaris)
- Centaurea pyrenaica  Spreng.
- Centaurea seusana  Chaix (sinonimo della sottospecie axillaris)
- Centaurea serebrowskyi  Sosn. (sinonimo della sottospecie axillaris)
- Centaurea stricta Waldst. & Kit. (sinonimo della sottospecie strictus)
- Centaurea stricta Waldst. & Kit. subsp stricta (sinonimo della sottospecie strictus)
- Centaurea stricta Waldst. & Kit. var.stricta (sinonimo della sottospecie strictus)
- Centaurea ternopoliensis  Dobrocz. (sinonimo della sottospecie strictus)
- Centaurea triumfetti subsp. aligera (Gugler) Dostal, 1976
- Centaurea triumfetti subsp. triumfetti Dostal, 1976
- Centaurea triumfettii All. subsp. aligera (Gugler) Dostál (sinonimo della sottospecie axillaris)
- Centaurea triumfettii All. subsp. axillaris  (Čelak.) Stef. & T. Georgiev (sinonimo della sottospecie axillaris)
- Centaurea triumfettii All. subsp. cana  (Sibth. & Sm.) Dostál (sinonimo della sottospecie axillaris)
- Centaurea triumfettii All. subsp. lingulata (Lag.) Dostál (sinonimo della sottospecie axillaris)
- Centaurea triumfettii All. subsp. seusana (sinonimo della sottospecie axillaris)
- Centaurea triumfettii All. subsp. stricta  (Waldst. & Kit.) Dostál (sinonimo della sottospecie strictus)
- Centaurea triumfettii All. subsp. variegata  Dostál
- Centaurea triumfettii All. subsp. variegata  Stef. & T. Georgiev (sinonimo della sottospecie axillaris)
- Centaurea triumfettii All. var. triumfettii
- Centaurea triumfettii All. f. triumfettii
- Centaurea variegata Lam. (sinonimo della sottospecie axillaris)
- Centaurea variegata Lam. subsp. cana  (Sm.) Nyman (sinonimo della sottospecie axillaris)
- Centaurea variegata Lam. subsp. variegata (sinonimo della sottospecie axillaris)
- Centaurea variegata Lam. var. aligera Gugler (sinonimo della sottospecie axillaris)
- Centaurea variegata Lam. var. decurrentifolia  Pau
- Centaurea variegata Lam. var. variegata (sinonimo della sottospecie axillaris)
- Cyanus axillaris  J. Presl & C. Presl (sinonimo della sottospecie axillaris)
- Cyanus canus  (Sm.) Holub (sinonimo della sottospecie axillaris)
- Cyanus lingulatus (Lag.) Holub (sinonimo della sottospecie axillaris)
- Cyanus strictus  (Waldst. & Kit.) Soják (sinonimo della sottospecie strictus)
- Cyanus strictus  (Waldst. & Kit.) Soják subsp. strictus (sinonimo della sottospecie strictus)
- Cyanus triumfettii subsp. lingulatus (Lag.) Á. Löve & Kjellq. (sinonimo della sottospecie axillaris)
- Jacea graminifolia  Lam. (sinonimo della sottospecie axillaris)

#### Nomi obsoleti
L'elenco seguente indica alcuni nomi della specie di questa voce non ritenuti più validi (tra parentesi il taxon a cui si riferisce eventualmente il nome obsoleto):
- Cyanus triumfettii subsp. angelescui (Grint) E. Murray (sinonimo di Centaurea angelescui Grint.)
- Cyanus triumfettii subsp. dominii  (Dostál) Dostál	(sinonimo di Cyanus dominii (Dostál) Holub)
- Cyanus triumfettii subsp. lingulatus  (Lag.) Á. Löve & Kjellq. 	(sinonimo di Cyanus lingulatus (Lag.) Holub)

## Altre notizie
La  centaurea di Trionfetti  in altre lingue è chiamata nei seguenti modi:
- (DE)  Trionfettis Flockenblume
- (FR)  Centaurée de Trionfetti